# بينيفولنت (فرقة)
بينيفولِنت هي فرقة موسيقى ميتال متطرفة/تجريبية، تأسست عام 2007 على يد الأخوين اللبنانيين هادي وفادي سريدين. كانت الفرقة سابقًا في الكويت، وهي الآن مستقرة في دولة الإمارات العربية المتحدة.

## التاريخ

### التأسيس وتغييرات التشكيلة (2007–2009)
تأسست فرقة بينيفولِنت على يد الأخوين هادي سريدين وفادي سريدين في مايو 2007 تحت اسم "إمينِنس". بدأت الفرقة في الأصل كفرقة تؤدي أغاني لفرق أخرى. في عام 2008، أصدرت الفرقة أولى أغانيها المنفردة بعنوان "سولاس".[بحاجة لمصدر]
في منتصف عام 2009، انضم عادل القطان إلى الفرقة كعازف غيتار، وبدر نانا كعازف درامز. وبدأت الفرقة بعد ذلك بكتابة مواد موسيقية أصلية. وبعد إصدار أغنية "أوجمنتِد" في أوائل عام 2010، غادر كل من عادل القطان وبدر نانا الفرقة.[بحاجة لمصدر]

### تسجيل أسطوانة "ديفايدِد" القصيرة (كانون الأول 2009 – آب 2010)
دخلت فرقة بينيفولِنت الاستوديو لتبدأ العمل على تسجيل مواد موسيقية أصبحت لاحقًا ضمن أول أسطوانة قصيرة للفرقة، بعنوان "ديفايدِد". كانت أغنية "ذا تايرَنت" قد أُصدرت سابقًا بعنوان "أوجمنتِد" في أواخر كانون الثاني 2010.[بحاجة لمصدر]
أما الأغنية الثانية من هذه الأسطوانة فكانت "هاونتِنغ شورز"، والتي قدّمت اتجاهًا جديدًا وأكثر تركيزًا في صوت الفرقة، حيث اشتملت على إيقاعات بولي رِذمية وغيتارات منخفضة الضبط، في تحول نحو ما يُعرف بنمط "دجِنت".[بحاجة لمصدر]
تم الانتهاء من أغاني "كليرفويَنت ترانزميشن"، و"بيرغاتوري"، و"ذا كوانتِم بارادوكس" في نهاية عملية التسجيل خلال صيف 2010.

### أسطوانة "ديفايدِد" القصيرة
في 5 نوفمبر 2010، أصدرت الفرقة أول أسطوانة قصيرة لها بعنوان "ديفايدِد"، والتي ضمت خمس أغانٍ من بينها "هاونتِنغ شورز" و"ذا تايرَنت".
تم إصدار الأسطوانة حصريًا للتنزيل المجاني على صفحة الفرقة في موقع "باندكامب".
في 10 يناير 2011، أعلنت فرقة بينيفولِنت عبر صفحتها على فيسبوك عن اكتمال تشكيلتها بانضمام محمد جاد كعازف غيتار بايس. كما أكدت الفرقة مشاركتها في عروض موسيقية ترويجية لأسطوانة "ديفايدِد" خلال فبراير 2011 في الشرق الأوسط.
أُعلن رسميًا عبر الصفحة الرسمية للفرقة على فيسبوك عن عودتها إلى الاستوديو في 27 مايو 2011 لبدء العمل على أغنية منفردة كان من المقرر إصدارها خلال صيف 2011.
في 10 يوليو 2011، أطلقت الفرقة أول فيديو موسيقي رسمي لها، يتضمن عزفًا على الغيتار لأغنية "كليرفويَنت ترانزميشن". تولى هادي سريدين الإخراج والإنتاج، بالتعاون مع مصمم غلاف أسطوانة "ديفايدِد".

### "ذا كوفِنَنت" والتعاون مع أندولز هيريك
"ذا كوفِنَنت" هو أول ألبوم كامل لفرقة بينيفولِنت، وقد صدر رقميًا في 18 مارس 2014 بشكل مستقل عن طريق الفرقة. تم الإعلان عن مشاركة أندولز هيريك (عضو فرقة "تشِمايرا" سابقًا) كعازف درامز ضيف في الألبوم.

## الديسكوغرافيا

### أسطوانة "ديفايدِد" القصيرة (2010)

#### قائمة الأغاني
1. "كليرفويَنت ترانزميشن"
2. "بيرغاتوري"
3. "ذا تايرَنت"
4. "هاونتِنغ شورز"
5. "ذا كوانتِم بارادوكس"

تفاصيل فنية:
- المشاركة في الإنتاج والمزج والهندسة الصوتية: ساجد "سارج" مسعود في استوديو "سارج"، الكويت
- تأليف الدرامز: هادي سريدين وبدر نانا، وتنفيذ رقمي على يد ساجد "سارج" مسعود
- تسجيل الغيتارات: هادي سريدين (عادل القطان يظهر في أغنيتي "ذا تايرَنت" و"ذا كوانتِم بارادوكس")
- تسجيل البايس: هادي سريدين
- تسجيل الغناء: فادي سريدين (الصراخ والغناء النظيف في "ذا تايرَنت") وهادي سريدين (غناء نظيف)
- تسجيل المفاتيح والبيانو: تصميم وتنفيذ رقمي على يد هادي سريدين

### ذا كوفِنَنت" (2014)

#### قائمة الأغاني:
1. "فُويد"
2. "أسفيكسيا"
3. "ذا سيكر"
4. "رادييت"
5. "إليوجن"
6. "هيذِن"
7. "ذا كولِكتور"
8. "ديسيبِيت"
9. "ميتامورفوسِس"
10. "أسِنشن"
11. "ريبرث"

تفاصيل فنية:
- إنتاج ومزج وتوزيع: هادي سريدين في استوديو "هيفن"
- تسجيل الغيتارات: هادي سريدين ومحمد جاد
- تسجيل البايس: محمد جاد
- تسجيل الدرامز: أندولز هيريك في "ستوديو دي برودَكشنز"
- المفاتيح والبيانو: تصميم وتنفيذ رقمي على يد هادي سريدين
- ماسترينغ: آكل كايني في "فور دي ساوندز"
- غلاف الألبوم: إديدونغ أودو

## أعضاء الفرقة

### الأعضاء الحاليون:
- هادي سريدين – غيتار، غناء.
- فادي سريدين – غناء صراخي.
- محمد جاد – غيتار، بايس.

### أعضاء مشاركون (جلسات تسجيل):
براساد جاياروان – درامز

### أعضاء سابقون:
- عادل القطان – غيتار
- بدر نانا – درامز
- خالد المنصور – درامز
- هشام خليل – غيتار

## روابط خارجية
- - صفحة Bandcamp
- - صفحة الفيسبوك
- مراجعة EP على Lebmetal.com